# Пальмесано, Брайан
Брайан Энрике Пальмесано Рейес (исп. Brayan Enrique Palmezano Reyes; род. 17 сентября 2000, Маракайбо) — венесуэльский футболист, полузащитник клуба «Уачипато».

## Клубная карьера
Пальмесано — воспитанник клуба «Сулия». 2 апреля 2017 года в матче против «Метрополитанос» он дебютировал в венесуэльской Примере, в возрасте 16 лет. 4 мая в поединке против «Каракаса» Брайан забил свой первый гол за «Сулию».

## Международная карьера
В 2017 году Пальмесано в составе юношеской сборной Венесуэлы принял участие в юношеском чемпионате Южной Америки в Чили. На турнире он сыграл в матчах против команд Чили, Перу, Колумбии, Эквадора, Аргентины, а также дважды против Бразилии и Парагвая.